# Nuculanidae
Nuculanidae – rodzina głębokowodnych małży słonowodnych zaliczanych do rzędu Nuculoida z podgromady pierwoskrzelnych. Obejmuje ponad 250 gatunków.
Rodzina ta dzieli się na 2 podrodziny oraz jeden wymarły rodzaj:
- Podrodzina Ledellinae Allen & Sanders, 1982
  - rodzaj Ledella Verrill & Bush, 1897
  - rodzaj Ledellina Filatova & Schileyko, 1984
  - rodzaj Parayoldiella Filatova, 1971
- Podrodzina Nuculaninae H. Adams & A. Adams, 1858 (1854)
  - rodzaj Adrana H. Adams & A. Adams, 1858
  - rodzaj Jupiteria Bellardi, 1875
  - rodzaj Lamellileda Cotton, 1930
  - rodzaj Nuculana Link, 1807
  - rodzaj Politoleda Hertlein & Strong, 1940
  - rodzaj Poroleda Hutton, 1893
  - rodzaj Propeleda Iredale, 1924
  - rodzaj Saccella Woodring, 1925
  - rodzaj Teretileda Iredale, 1929
- wymarły rodzaj Pseudoportlandia Woodring, 1925 †

Rodzina obejmuje gatunki małe i średniej wielkości. Muszle owalne w zarysie, z zaostrzoną tylną częścią, osiągają rozmiar do 70 mm. Małże z tej rodziny żyją zagrzebane w osadach dennych na dużych głębokościach. Żywią się detrytusem.
Rodzajem typowym rodziny jest Nuculana.